# むつひろし
むつ ひろし（1935年2月3日 - 2005年8月31日）は、日本の作曲家。本名、松村孝司（まつむらたかし）。別のペンネームに「小田島和彦」がある。

## 経歴
- 1935年2月3日、群馬県生まれ。
- ザ・キング・トーンズの「グッド・ナイト・ベイビー」、さくらと一郎の「昭和枯れすすき」、石川セリの「八月の濡れた砂」等をむつ・ひろし名義で、和田アキ子の「どしゃぶりの雨の中で」を小田島和彦名義で作曲した[1]。
- ザ・キング・トーンズの「グッド・ナイト・ベイビー」当時は、ポリドール洋楽課に所属。
- 2005年8月31日、心不全のため東京都内の病院で死去[1]。
- 2005年12月、第47回日本レコード大賞特別功労賞受賞[2]。

## 作曲した主な楽曲
- ザ・キング・トーンズ
  - グッド・ナイト・ベイビー
  - 君だけが
- 和田アキ子
  - どしゃぶりの雨の中で
  - つれてって、何処までも
  - クライングベイビー
- 藤圭子
  - サントロペに死す
- さくらと一郎
  - 昭和おぼろ月
  - 昭和枯れすゝき
- 三波伸介
  - 走れ! バカボン
- ちあきなおみ
  - 出船
- 町田義人
  - 裏町マリア
- 石川セリ
  - 八月の濡れた砂（映画『八月の濡れた砂』主題歌）
- リッキー&960ポンド
  - 神様だけが知っている
- 浅川マキ
  - ちっちゃな時から
- 村田洋子
  - グッドナイト・ヨコハマ